# ناتسوکا ماساایه

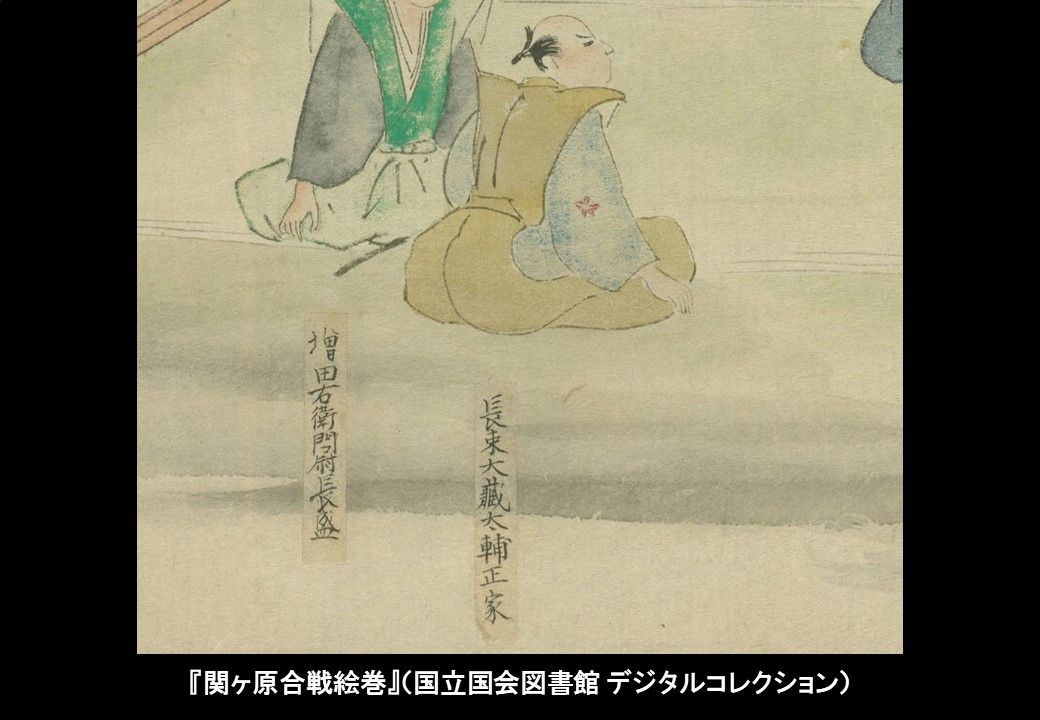
طرح‌نگارهٔ ناتسوکا ماساایه (راست)، یک دایمیوی ژاپنی

ناتسوکا ماساایه (به ژاپنی: 長束 正家 Natsuka Masaie) (۱۶۰۰–۱۵۶۲ میلادی) یک دایمیوی ژاپنی در خدمت تویوتومی هیده‌یوشی و یکی از اعضای گو-بوگیو (هیئت پنج نفره) در دوره آزوچی–مومویاما بود.